# Miconia benoistii
Miconia benoistii es una especie de planta con flor en la familia de las Melastomataceae. Es endémica de  Ecuador.

## Distribución y hábitat
Es un árbol endémico del sur de Ecuador,  donde se conoce de una sola colección hecha en 1930, en las faldas del Volcán Pichincha. No existen datos de altitud para esta colección, por lo que su hábitat es imposible de determinar. Debido a que fue la última registrada hace 70 años en lo que puede ser ahora una zona urbana de Quito, la categoría de En Peligro Crítico es adecuado. En 1997, la UICN clasifica a la especie como "rara" (Walter y Gillett 1998). Ningún ejemplar de esta especie se encuentran en museos ecuatorianos. Aparte de la destrucción del hábitat, no se conocen amenazas específicas.

## Taxonomía
Miconia benoistii fue descrita por Wurdack y publicado en Phytologia 41(1): 4–5 1978.
Etimología
Miconia: nombre genérico que fue otorgado en honor del botánico catalán Francisco Micó.
benoistii: epíteto otorgado en honor de Raymond Benoist.